# KS Besa Kavajë
Maillots
Le Klubi Sportiv Besa Kavajë est un club de football albanais basé à Kavajë.

## Historique
- 1922 : fondation du club sous le nom de SK Adriatiku Kavajë
- 1930 : le club est renommé SK Kavajë
- 1933 : 1re participation à la 1re division
- 1935 : le club est renommé KS Besa Kavajë
- 1950 : le club est renommé Puna Kavajë
- 1958 : le club est renommé KS Besa Kavajë
- 1972 : 1re participation à une Coupe d'Europe (C2, saison 1972/73)
- 2007 : le club remporte la Coupe d'Albanie pour la première fois de son histoire
- 2007 : le club de KS Besa passe le premier tour de la coupe UEFA en battant l'équipe serbe de Bezanija
- 2008 : Ks Besa passe le 1er tour de la coupe Intertoto

## Bilan sportif

### Palmarès
- Coupe d'Albanie (2) :
  - Vainqueur : 2007, 2010
  - Finaliste : 1961, 1963, 1971, 1972, 1981, 1992

- Supercoupe d'Albanie :
  - Finaliste : 2007 et 2010

- Championnat d'Albanie de D2 (3) :
  - Champion :  1932, 1978, 1986

### Bilan européen
Note : dans les résultats ci-dessous, le score du club est toujours donné en premier.
| Saison    | Compétition      | Tour            | Club                   | Domicile | Extérieur | Total  |
| --------- | ---------------- | --------------- | ---------------------- | -------- | --------- | ------ |
| 1972-1973 | Coupe des coupes | Premier tour    | Fremad Amager          | 0 - 0    | 1 - 1     | 1E - 1 |
| 1972-1973 | Coupe des coupes | Deuxième tour   | Hibernian FC           | 1 - 1    | 1 - 7     | 2 - 8  |
| 2007-2008 | Coupe UEFA       | Premier tour Q  | Bežanija Novi Belgrade | 0 - 0    | 2 - 2     | 2E - 2 |
| 2007-2008 | Coupe UEFA       | Deuxième tour Q | Litex Lovetch          | 0 - 3    | 0 - 3     | 0 - 6  |
| 2008      | Coupe Intertoto  | Premier tour    | Ethnikos Achna         | 0 - 0    | 1 - 1     | 1E - 1 |
| 2008      | Coupe Intertoto  | Deuxième tour   | Grasshoppers Zurich    | 0 - 2    | 1 - 2     | 1 - 4  |
| 2010-2011 | Ligue Europa     | Deuxième tour Q | Olympiakos             | 0 - 5    | 1 - 6     | 1 - 11 |

Légende
- Victoire ou qualification pour le tour suivant
- Match nul
- Défaite ou élimination de la compétition

## Historique du logo

Logo no 1
Logo no 2
Logo actuel.